# 랏차부리

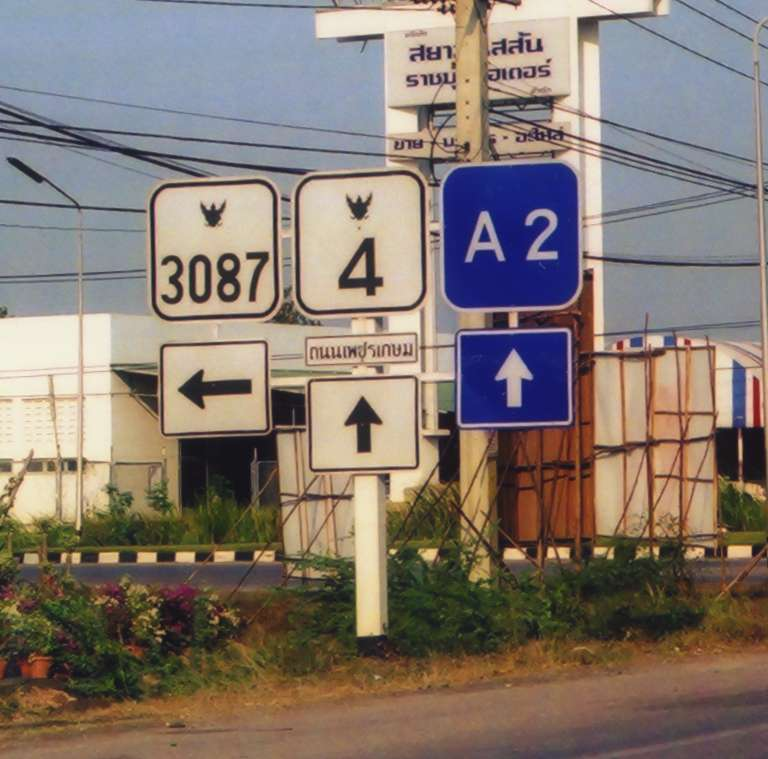

랏차부리(태국어: ราชบุรี)는 태국 서부의 읍(테사반 므앙)이자 랏차부리 주의 주도이다. 전체가 므앙랏차부리 군에 속한다. 2006년의 인구는 38,208명이다.